# لورا اشلی
لورا اشلی (انگلیسی: Laura Ashley) شرکت پوشاک بریتانیایی است، که در سال ۱۹۵۴ تأسیس شد.